# Dasing (stacja kolejowa)
Dasing – stacja kolejowa w Dasing, w kraju związkowym Bawaria, w Niemczech. Znajdują się tu 2 perony.